# Comuni della Repubblica Ceca
I comuni della Repubblica Ceca (in ceco: obcí; sing. obec) costituiscono la suddivisione territoriale di secondo livello del Paese, dopo le regioni, e sono in tutto 6 258 (dato 2016).
I comuni possono acquisire il titolo di città (město), di città statutaria (statutární město) o di comune mercato (městys).
I distretti che, nel quadro normativo previgente, si frapponevano tra le regioni e i comuni, sono stati aboliti il 1º gennaio 2003 e sostituiti da comuni dotati di più ampie competenze (obce s rozšířenou působností).

## Città
Al 27 settembre 2008 le città sono 592, tra cui tutti i capoluoghi distrettuali.
Tra di esse la capitale Praga costituisce una divisione amministrazione regionale (Hlavní město Praha). Costituiscono delle città statutaria (Statutární města) le città di Brno, Ostrava e Plzeň e altri.

### Città per popolazione
Le città con il maggior numero di abitanti, all'11 febbraio 2008, sono:
| Praga            | 1 204 897 |
| Brno             | 368 533   |
| Ostrava          | 317 169   |
| Plzeň            | 187 188   |
| Liberec          | 103 997   |
| Olomouc          | 102 307   |
| Ústí nad Labem   | 98 676    |
| Hradec Králové   | 96 198    |
| České Budějovice | 96 132    |
| Pardubice        | 90 453    |

| Havířov       | 84 230 |
| Zlín          | 79 390 |
| Kladno        | 71 654 |
| Most          | 70 325 |
| Karviná       | 64 251 |
| Frýdek-Místek | 60 482 |
| Opava         | 60 199 |
| Karlovy Vary  | 53 708 |
| Teplice       | 53 610 |
| Děčín         | 53 098 |

| Jihlava            | 51 079 |
| Chomutov           | 50 782 |
| Přerov             | 47 679 |
| Jablonec nad Nisou | 46 287 |
| Prostějov          | 46 278 |
| Mladá Boleslav     | 45 842 |
| Česká Lípa         | 39 216 |
| Třebíč             | 38 717 |
| Třinec             | 38 064 |
| Tábor              | 36 095 |

## Elenchi

### Elenco alfabetico dei comuni
Di seguito si riporta l'elenco alfabetico dei 6 258 comuni cechi.
- Comuni della Repubblica Ceca (A)
- Comuni della Repubblica Ceca (B)
- Comuni della Repubblica Ceca (C)
- Comuni della Repubblica Ceca (Č)
- Comuni della Repubblica Ceca (D)
- Comuni della Repubblica Ceca (E)
- Comuni della Repubblica Ceca (F)
- Comuni della Repubblica Ceca (G)
- Comuni della Repubblica Ceca (H)
- Comuni della Repubblica Ceca (Ch)
- Comuni della Repubblica Ceca (I)
- Comuni della Repubblica Ceca (J)
- Comuni della Repubblica Ceca (K)
- Comuni della Repubblica Ceca (L)
- Comuni della Repubblica Ceca (M)
- Comuni della Repubblica Ceca (N)
- Comuni della Repubblica Ceca (O)
- Comuni della Repubblica Ceca (P)
- Comuni della Repubblica Ceca (R)
- Comuni della Repubblica Ceca (Ř)
- Comuni della Repubblica Ceca (S)
- Comuni della Repubblica Ceca (Š)
- Comuni della Repubblica Ceca (T)
- Comuni della Repubblica Ceca (U)
- Comuni della Repubblica Ceca (V)
- Comuni della Repubblica Ceca (X)
- Comuni della Repubblica Ceca (Z)
- Comuni della Repubblica Ceca (Ž)

### Elenco dei comuni per regione
- Comuni della Boemia centrale
- Comuni della Boemia meridionale
- Comuni della Moravia meridionale
- Comuni della regione di Karlovy Vary
- Comuni della regione di Hradec Králové
- Comuni della regione di Liberec
- Comuni della regione di Moravia-Slesia
- Comuni della regione di Olomouc
- Comuni della regione di Pardubice
- Comuni della regione di Plzeň
- Comuni della regione di Ústí nad Labem
- Comuni della regione di Vysočina
- Comuni della regione di Zlín

### Elenco dei comuni per distretto
Un elenco dei comuni per ciascun distretto è disponibile nelle voci sui singoli distretti cechi.